# (36011) 1999 NM37
1999 NM37 (asteroide 36011) é um asteroide da cintura principal. Possui uma excentricidade de 0.14103840 e uma inclinação de 14.21766º.
Este asteroide foi descoberto no dia 14 de julho de 1999 por LINEAR em Socorro.